# 1938年徐州突围战
1938年徐州突围战，是指中国抗日战争徐州会战后期，中國軍隊约60万人在第五战区司令李宗仁的指挥下突破日军包围的军事行动，此次行动最终结果是日军成功攻占徐州，但中國军隊成功突破日军包围而撤退，因而使得中国军隊得以较好地进行武汉会战的部署和准备，也为之后中国能够继续对抗日本的进攻保存了力量。

## 背景
中國抗日戰爭全面爆發以後，日軍在華北地區先後佔領了北平、天津等地，在華東地區先後通過淞滬會戰和南京保衛戰等作戰佔領了江南地區，隨後日軍將進攻矛頭指向軍事要地——徐州，並從華北和華東兩個方向沿津浦鐵路南北對進，企圖夾擊徐州。1938年1至4月，駐防徐州的中國軍第五戰區部隊在其司令長官李宗仁的指揮下，利用日軍兵力較少但驕傲自滿孤軍冒進的機會先于临沂地区和滕县地区两次，有力地阻击了日军，后又在台儿庄地区取得了大捷。之后，蒋中正认为以李宗仁的军事才能，如果多调动一些部队前往，应该可以继续取得类似于台儿庄战役一样的胜利，于是又向徐州地区调动了20多万精锐部队，于是，徐州地区共集结了约60万中国军队。但李宗仁却认为之前日军兵力分散、狂妄轻敌且孤军冒进，才给了中国军以歼敌的良机，如今战机已过，徐州及其附近地区又是大平原，中国军队无险可守，日军机械化部队的优势可以有效发挥，因此不宜在徐州地区决战。

## 战事进程

### 日军包围战略

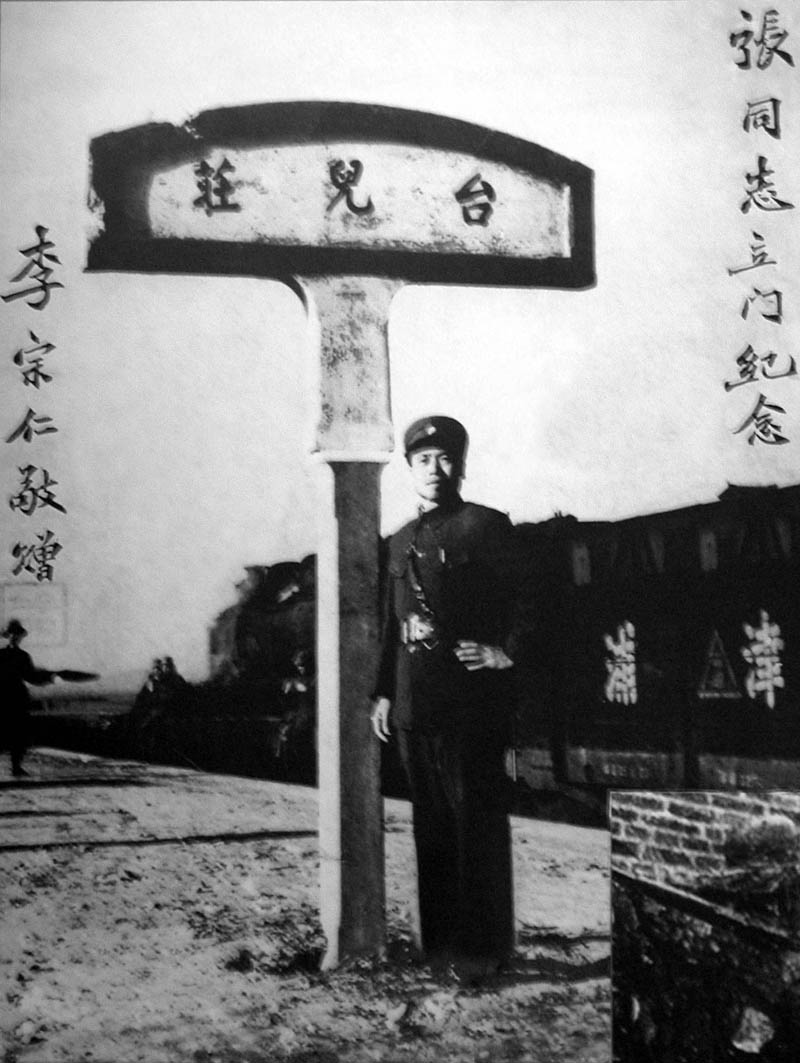
李宗仁指挥国军取得台儿庄战役胜利，摄于战役之后的台儿庄火车站

台儿庄战役后，日军统帅部认为，台儿庄的失利是相当大的耻辱，因此急于寻找机会洗刷，中国军队聚集无险之地徐州正是极好的战机，因此从华北和华东各地调集了13个精锐师团30余万人马，并配备大量重型武器和几百架飞机，欲一举围歼徐州地区的60万中国军隊主力，一举解决中国问题。1938年4月7日，日军制定了周密的作战计划，决定发动徐州包围战，分兵六路采用南北对进迂回包抄的战术，从四面八方向徐州开进，企图把徐州围住后，一举消灭在该地区的中国主力部队，时任日本陆相杉山为确保徐州歼灭战的胜利，于会战打响后，派遣了以陆军部作战部长桥本群少将等高参组成的“大本营派遣班”，前往徐州前线，就地指导会战。4月中旬，日军集结完成，并按预定计划向徐州开进。此时中国统帅部仍然希望在徐州继续抵抗日军进攻，以为武汉会战的部署赢得时间，4月中旬开始，中日兩国军隊在徐州周边展开了一系列的攻防战斗，日军依仗实力上的优势，顺利向徐州实施向心突击，至5月5日已经基本完成了预定的包围计划。

### 中国军隊之突围行动

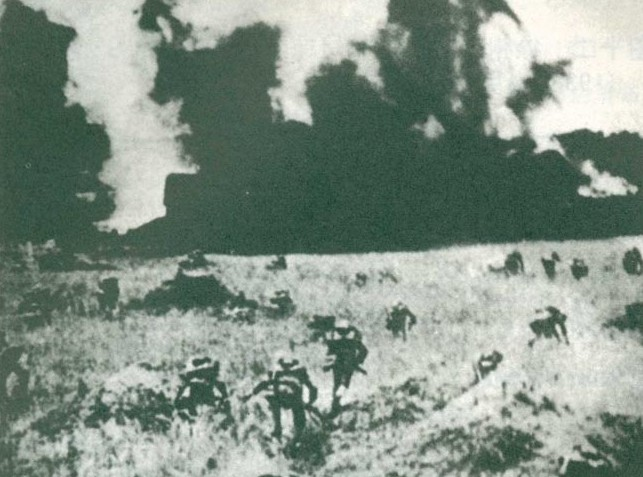
国军向徐州西南方向突围

至1938年5月中旬，由于日军的围歼徐州地区中国军主力的计划已经十分明显，蒋中正和李宗仁均认识到，如果再守徐州，等于在大平原上和日军决战，无异于自掘坟墓，因此制定计划弃守徐州，避免决战，突出日军包围以保存力量。计划以张自忠在外围阻击敌军，以刘汝明第68军于徐州拖住日军掩护主力部队突围，主力突围行动如下：鲁南兵团（包括第二集团军大部和第六十军等部）由泗县、灵璧方向转进；陇海兵团向亳县、涡阳一带转进；淮北兵团向阜阳方向转进；淮南兵团在舒城一带与日军对峙；苏北兵团仍驻守淮阴地区。总体上大部向徐州西南方向突围，日军虽然兵力达到30多万人，但毕竟地区广阔包围，无法达到拉网式效果，中国军隊大部都避开日军锋芒，得以顺利突围到达了皖西、豫南一带。5月19日，日军占领徐州（已是空城）。李宗仁和第五战区长官部虽然历经险情，但终究躲过了日军多次围追堵截和飞机侦察，突破包围到达安全地域。日军大本营陆军部向天皇报告说：“我军虽以主力自徐州以西切断了中国军队的退路，将徐州地区铁桶般包围起来。但总计约50个师的中国军队，于5月中旬突然从西南方向跳出我军重围，战果之微出乎意料。”

## 后续和影响
徐州突围战的结果，是日军虽然攻占了战略要地徐州，但却未能实现原本歼灭中國軍隊主力的计划，中國軍隊主力的成功突围，也为日后武汉会战保存了力量，使得中国可以继续对抗日本的入侵。1938年5月下旬日军第14师团及其附属部队3万余人由于突出冒进，在兰封地区落入薛岳所指挥的中国第一战区第1兵团10余万人的包围，但由于日军将领土肥原贤二的顽强指挥、兵员素质和器械均优于国军，且得到华北方面军数个师团、旅团的策应解围，使得兰封会战功败垂成，而交通要冲郑州遭到直接威胁，最终导致中国民众大量伤亡的花园口决堤事件。徐州会战后，日军之前有序的作战步骤已经完全失控，几乎已经掏空国内兵力，也必须继续征兵并进攻武汉做最后一搏，希望能够达成使蒋中正及其领导的国民政府让步妥协之目标。